# Фабріл (футбольний клуб)
Спортивне товариство «Фабріл» Баррейру (порт. Grupo Desportivo Fabril do Barreiro) — португальський футбольний клуб з Баррейру, заснований у 1937 році. Виступає у Третій лізі. Домашні матчі приймає на «Естадіо Альфредо да Сілва», місткістю 21 498 глядачів.

## Досягнення
- Прімейра-Ліга
  - Бронзовий призер (1): 1964–65
- Кубок Португалії
  - Півфіналіст (2): 1968–69, 1972–73
- Кубок Інтертото
  - Володар (1): 1974.